# Quỹ Đài Loan vì Dân chủ
Quỹ Đài Loan vì dân chủ (TFD; tiếng Trung: 財團法人臺灣民主基金會; bính âm: Cáituán Fǎrén Táiwān Mínzhǔ Jījīnhuì) 
là một tổ chức phi lợi nhuận có trụ sở tại Đài Bắc, thủ đô của Đài Loan. Bắt nguồn từ đề nghị của Bộ Ngoại giao nước Trung Hoa Dân Quốc, mục đích của quỹ là để hỗ trợ dân chủ trên thế giới. Quỹ được thành lập vào tháng 6 năm 2003 như một tổ chức phi đảng phái, phi lợi nhuận.

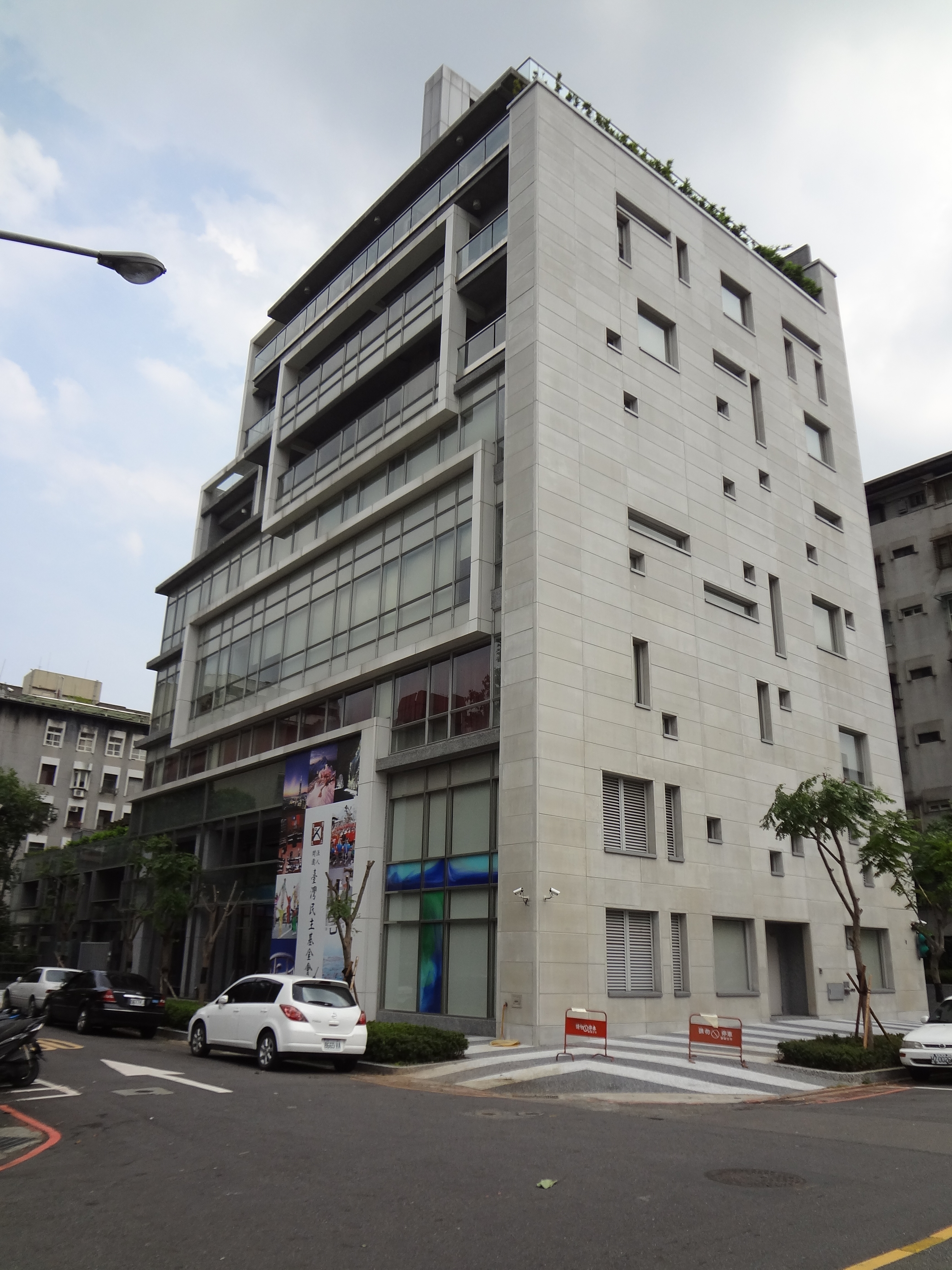
Taiwan Foundation for Democracy

Quỹ này là một trong những nhà tài trợ lớn nhất cho Quỹ tưởng niệm các nạn nhân của chủ nghĩa cộng sản, tặng 1 triệu $ cho việc xây dựng Đài Tưởng niệm Nạn nhân của Chủ nghĩa Cộng sản ở Washington, D.C. 
Ngày 09 Tháng 11 năm 2009 TFD khánh thành một đoạn của Bức tường Berlin để kỷ niệm 20 năm sự sụp đổ của Bức tường Berlin là một biểu tượng cho nỗ lực tiến tới dân chủ toàn cầu.

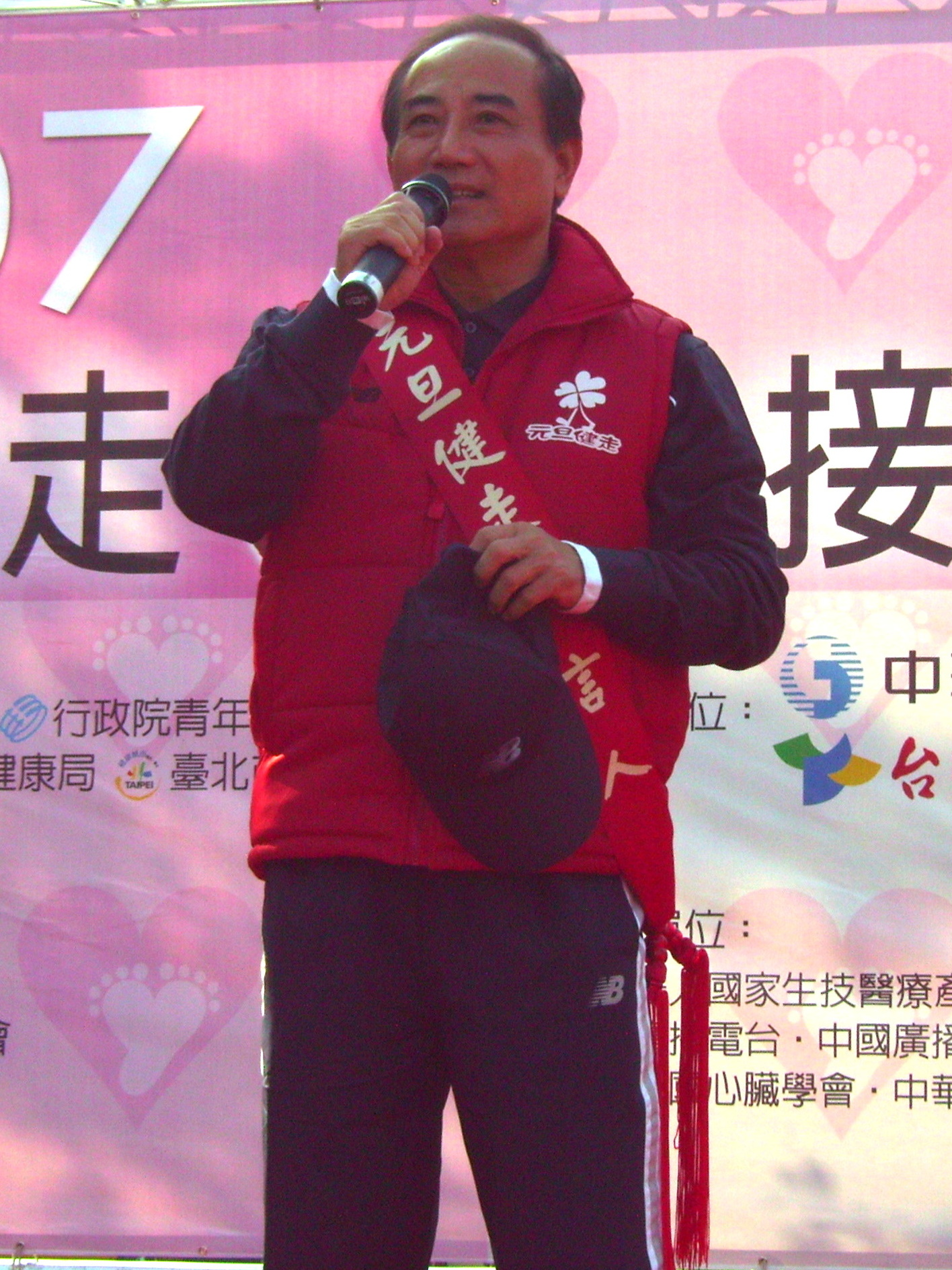
Wang Jin-pyng, Giám đốc TFD